# Villabraz
Villabraz – gmina w Hiszpanii, w prowincji León, w Kastylii i León, o powierzchni 36,97 km². W 2011 roku gmina liczyła 110 mieszkańców.